# Pseudophorellia enkerlini
Pseudophorellia enkerlini är en tvåvingeart som beskrevs av Allen L.Norrbom 2006. Pseudophorellia enkerlini ingår i släktet Pseudophorellia och familjen borrflugor. Inga underarter finns listade i Catalogue of Life.